# Tên gọi Triều Tiên
Hiện nay có nhiều tên gọi được sử dụng để chỉ Triều Tiên. Trong tiếng Triều Tiên, nước Cộng hòa Dân chủ Nhân dân Triều Tiên (tức Triều Tiên hoặc Bắc Triều Tiên) dùng tên Chosŏn/Joseon (조선, 朝鮮, Triều Tiên), trong khi Đại Hàn Dân Quốc (tức Hàn Quốc hoặc Nam Hàn) dùng tên Hanguk (한국, 韓國, Hàn Quốc). Trong giao dịch quốc tế, cả hai bên đều dùng tên tiếng Anh là Korea. Bài này giải thích lịch sử và quá trình sử dụng của những tên này.

## Lịch sử
Xem thêm: Lịch sử Triều Tiên
Sử sách lâu đời nhất của Triều Tiên được viết bằng chữ Hán mà người Triều Tiên gọi là hanja, tuy hai ngôn ngữ này không cùng hệ ngôn ngữ. Ngay sau khi Hangul được sáng chế, người Triều Tiên vẫn dùng chữ hanja để viết sử sách, tương tự như chữ nho trong tiếng Việt. Hơn thế nữa, cách đọc của mỗi Hán tự của hai ngôn ngữ có nhiều điểm khác nhau, và thay đổi theo thời gian.
Vì những lý do trên, cùng với sử sách nhiều khi đối nghịch nhau, việc định rõ nghĩa gốc và cách đọc những tên cổ đại vẫn còn khó khăn.

### Lịch sử cổ đại

#### Cổ Triều Tiên
Từ khoảng Công nguyên trở về trước bắc phần Triều Tiên và một phần Mãn Châu thuộc nước Cổ Triều Tiên (古朝鮮, 조선, Gojoseon). Chữ "Cổ" (古, Go), được dùng để phân biệt với các triều đại sau này.
Các nhà cổ học cho rằng âm Triều Tiên có lẽ thời trước đọc là "Jyusin". Sử Trung Hoa ghi lại bằng ba cách: 
1. 肅愼 (숙신, suksin) âm Hán Việt: Túc Thận)
2. 稷愼 (직신, jiksin): Tắc Thận
3. 息愼 (식신, siksin): Tức Thận").

Có thuyết thì cho rằng ba âm trên đúng ra là tên gọi tổ tiên giống dân Nữ Chân (여진, 女眞).
Còn về địa danh 朝鮮: Triều Tiên (có nghĩa Hán là buổi sáng tươi đẹp) thì gốc của nó là dịch nghĩa Asadal (아사달) vốn là kinh đô xứ Cổ Triều Tiên. Trong tiếng Hàn asa có nghĩa là buổi sáng, còn tar có nghĩa là đất hay núi.

#### Hàn
Cũng vào thời điểm này, một số bộ lạc ở miền Nam Triều Tiên hợp thành liên minh, gọi chung là "Tam Hàn" (三韓, 삼한, Samhan). Hàn là một từ gốc Triều Tiên có nghĩa là "lãnh tụ" hay "vĩ đại" như trong maripgan ("vua", nghĩa cổ), halabeoji ("ông"), và có thể là hana ("một") và haneul ("bầu trời").
Hàn được viết trong sử sách Trung Hoa là 韓 (한, han, hàn), 幹 (간, gan, cán), 刊 (간, gan, khan), 干 (간, gan, can) hay 漢 (한, han, hán), nhưng không có liên hệ đến người Trung Quốc, cũng gọi là người Hán.

#### Cao Câu Ly
Vào khoảng đầu Công nguyên, các phần tản mát của Cổ Triều Tiên bị sụp đổ được thống nhất lại và được mở rộng bởi vương quốc Cao Câu Ly (Koguryo). Tên này cũng là một tên gốc Triều Tiên, chắc được đọc như "Guri". Trong chữ Hán, nó được viết là: 高駒麗 (고구려, goguryeo hay koguryo), 高麗 (고려, goryeo, hay "Cao Ly"), 高離 (고리, gori, hay "Cao Ly") hay 句麗 (구려, guryeo, hay "Cú Ly"). Trong 高駒麗, chữ 高 (cao) là một tính từ, không phải là một phần của tên. Chữ 麗 (ly) đôi khi được đọc là "ri".
Tên gốc trong tiếng Triều Tiên được nhiều người tin là Guru (구루, "tường thành") hay Gauri (가우리, "trung tâm").
Giả thuyết rằng Triều đại sáng lập ra nước Cao Câu Ly là họ Cao (Ko hay Go) đã không được tin nữa (Triều đại đặt tên theo tên quốc gia).

### Cao Ly, Triều Tiên và Đại Hàn
Tại miền Nam, các liên minh Hàn đã hợp vào trong các vương quốc Bách Tế (百濟, 백제, Baekje), Tân La (新羅, 신라, Silla), cùng với Cao Cú Ly tạo thành Tam Quốc. Năm 668, Tân La hợp nhất ba vương quốc lại, và năm 935 Tân La thống nhất bị lật đổ.
Vương quốc mới này lấy tên là Cao Ly (고려; 高麗, Goryeo). Qua Con đường tơ lụa, Tân La và Cao Ly được Ấn Độ và Trung Đông biết đến. Cao Ly được phiên âm theo tiếng Ý là "Cauli", tên mà Marco Polo sử dụng trong quyển sách của ông. Từ chữ "Cauli", tiếng Anh phiên âm là "Corea", và nay thành "Korea" (xem Tên gọi trong các ngôn ngữ châu Âu dưới đây).
Năm 1392, Lý Thành Quế đổi tên đất nước thành "Triều Tiên". Năm 1897, quốc gia lại đổi tên, dùng tên gọi Hàn: Đại Hàn Đế quốc (대한제국, 大韓帝國, Daehan Jeguk).

### Thế kỷ 20
Khi Triều Tiên rơi vào tay Nhật Bản năm 1910, tên này lại đổi thành Joseon (Triều Tiên, chính thức theo tiếng Nhật đọc là Chosen). Trong thời kỳ này có nhiều nhóm khác nhau ở bên ngoài Triều Tiên đấu tranh cho nền độc lập của dân tộc này, trong đó có Daehan Minguk Imsi Jeongbu (대한민국 임시정부, 大韓民國 臨時政府, nghĩa là "Đại Hàn Dân Quốc lâm thời chính phủ"; tiếng Anh dịch là Provisional Government of the Republic of Korea).
Triều Tiên trở nên độc lập sau khi Nhật Bản bại trận năm 1945. Đất nước Triều Tiên khi đó bị chia đôi, miền Bắc do Liên Xô chiếm đóng và miền Nam do Mỹ chiếm đóng.
Miền Nam năm 1948 đã lấy tên chính phủ lâm thời đã chọn là Daehan Minguk (대한민국, 大韓民國, tức "Đại Hàn Dân quốc"; tiếng Anh dịch là Republic of Korea) để tự đặt cho mình. Trong khi đó miền Bắc trở thành Chosŏn Minjujuŭi Inmin Konghwaguk (조선 민주주의 인민공화국, 朝鮮民主主義人民共和國, tức "Triều Tiên Dân chủ chủ nghĩa Nhân dân Cộng hòa quốc"; hay Cộng hòa Dân chủ Nhân dân Triều Tiên, tiếng Anh dịch là Democratic People's Republic of Korea).

## Cách dùng hiện nay
Ngày nay, người CHDCND Triều Tiên dùng tên gọi Chosŏn (Triều Tiên) để chỉ toàn bộ hai miền và gọi từng nước (miền) là Bukchosŏn (북조선, 北朝鮮; "Bắc Triều Tiên") và Namjosŏn (남조선, 南朝鮮; "Nam Triều Tiên"). Người Hàn Quốc lại dùng các từ tương ứng là Hanguk (Hàn Quốc), và Bukhan (북한, 北韓; "Bắc Hàn" nghĩa là Triều Tiên).
Tiếng Triều Tiên được gọi là Chosŏnŏ hay Chosŏnmal (Triều Tiên ngữ) ở miền Bắc và Hangugeo hay Hangungmal (Hàn Quốc ngữ) ở miền Nam. Chosŏn'gŭl (chữ Triều Tiên) là tên gọi được dùng ở miền Bắc trong khi ở miền Nam nó được gọi là Hangul (chữ Hàn). Tương tự như vậy, bán đảo Triều Tiên được gọi là Chosŏn Pando (Triều Tiên bán đảo) ở miền Bắc và Hanbando (Hàn bán đảo) ở miền Nam. Các bản đồ chính thức ở cả hai miền đều không vẽ Giới tuyến phi quân sự phân chia hai nước, tạo cảm giác về một đất nước thống nhất.

### Cách gọi ở Đông Á và Việt Nam
Gần đây báo chí ở Cộng hòa Nhân dân Trung Hoa (Trung Quốc) có xu hướng sử dụng tên gọi mà mỗi miền tự dùng cho mình, nghĩa là gọi Bắc Triều Tiên là Chaoxian (朝鲜 "Triều Tiên") và Nam Hàn là Hanguo (韩国 "Hàn Quốc"). Trước đó, Cộng hòa Nhân dân Trung Hoa vẫn còn dùng cách của Bắc Triều Tiên gọi Nam Triều Tiên là Nanchaoxian (南朝鲜 "Nam Triều Tiên").
Từ 1949, Quốc gia Việt Nam đã thân với chính quyền Seoul, có lập trường là chống lại phe cộng sản.
Từ 1954 đến 1976, Bắc Việt Nam gọi hai nước Triều Tiên là Bắc Triều Tiên (hay Cộng hòa Dân chủ Nhân dân Triều Tiên) và Nam Triều Tiên (hay Cộng hòa Triều Tiên), trong khi Nam Việt Nam gọi hai nước Triều Tiên là Bắc Hàn và Nam Hàn (hay Đại Hàn). Sau khi 2 nước Việt Nam tái thống nhất năm 1976, một cách gọi của miền Bắc Việt Nam được áp dụng trong toàn quốc cho tới khoảng giữa những năm 1990. Sau khi Hàn Quốc lập quan hệ ngoại giao với Việt Nam (năm 1993), báo chí Việt Nam bắt đầu gọi họ là Cộng hòa Triều Tiên (dịch từ "Republic of Korea"). Hàn Quốc chính thức đề nghị Việt Nam dùng quốc hiệu chính xác của họ là Đại Hàn Dân Quốc, hay gọi tắt là Hàn Quốc. Từ đó tên gọi Hàn Quốc trở thành phổ biến trong tiếng Việt.
Đài Loan (Trung Hoa Dân Quốc) thì gọi Bắc Triều Tiên là Beihan (北韓 "Bắc Hàn") và Nam Triều Tiên là Nanhan (南韓 "Nam Hàn"). Tương tự như vậy, dân chúng ở vùng lãnh thổ Hồng Kông (Trung Quốc) và vùng lãnh thổ Macau (Trung Quốc) gọi Bắc Triều Tiên là Bak Hon (北韓 "Bắc Hàn") và Nam Triều Tiên là Nam Hon (南韓 "Nam Hàn").
Ở Nhật Bản, các tên gọi được dùng theo cách mà mỗi miền Triều Tiên vẫn dùng, theo đó thì Bắc Triều Tiên được gọi là Kita-Chosen (北朝鮮; "Bắc Triều Tiên") và Nam Triều Tiên là Kankoku (韓国 "Hàn Quốc"). Tiếng Triều Tiên ở Nhật Bản thường được gọi là Kankokugo (韓国語). Tuy nhiên khi Đài truyền hình NHK phát chương trình dạy tiếng Triều Tiên thì ngôn ngữ này được gọi là Hangulgo (ハングル語), có nghĩa là ngôn ngữ của hệ chữ viết Hangul. Cách gọi này không được dùng trong tiếng Nhật Bản thông thường, mà chỉ cách gọi thỏa hiệp cốt làm vừa lòng cả hai miền Triều Tiên theo kiểu uyển ngữ có tên là kotobagari.

### Tên gọi trong các ngôn ngữ châu Âu
Cả miền Bắc và miền Nam Triều Tiên đều dùng tên "Korea" (hoặc tương đương) khi gọi nước mình trong tiếng Anh hoặc các ngôn ngữ châu Âu khác. Công dân Nga và Trung Á gốc Triều Tiên tự gọi mình là "người Goryeo (Cao Ly)" để tránh 1 xung đột Bắc-Nam mà hòa hợp hòa giải.